# Daw'an (huyện)
Huyện Daw'an là một huyện thuộc tỉnh Hadramawt, Yemen. Đến thời điểm năm 2003, huyện này có dân số 43836 người